# کتابخانه عمومی بروکلین

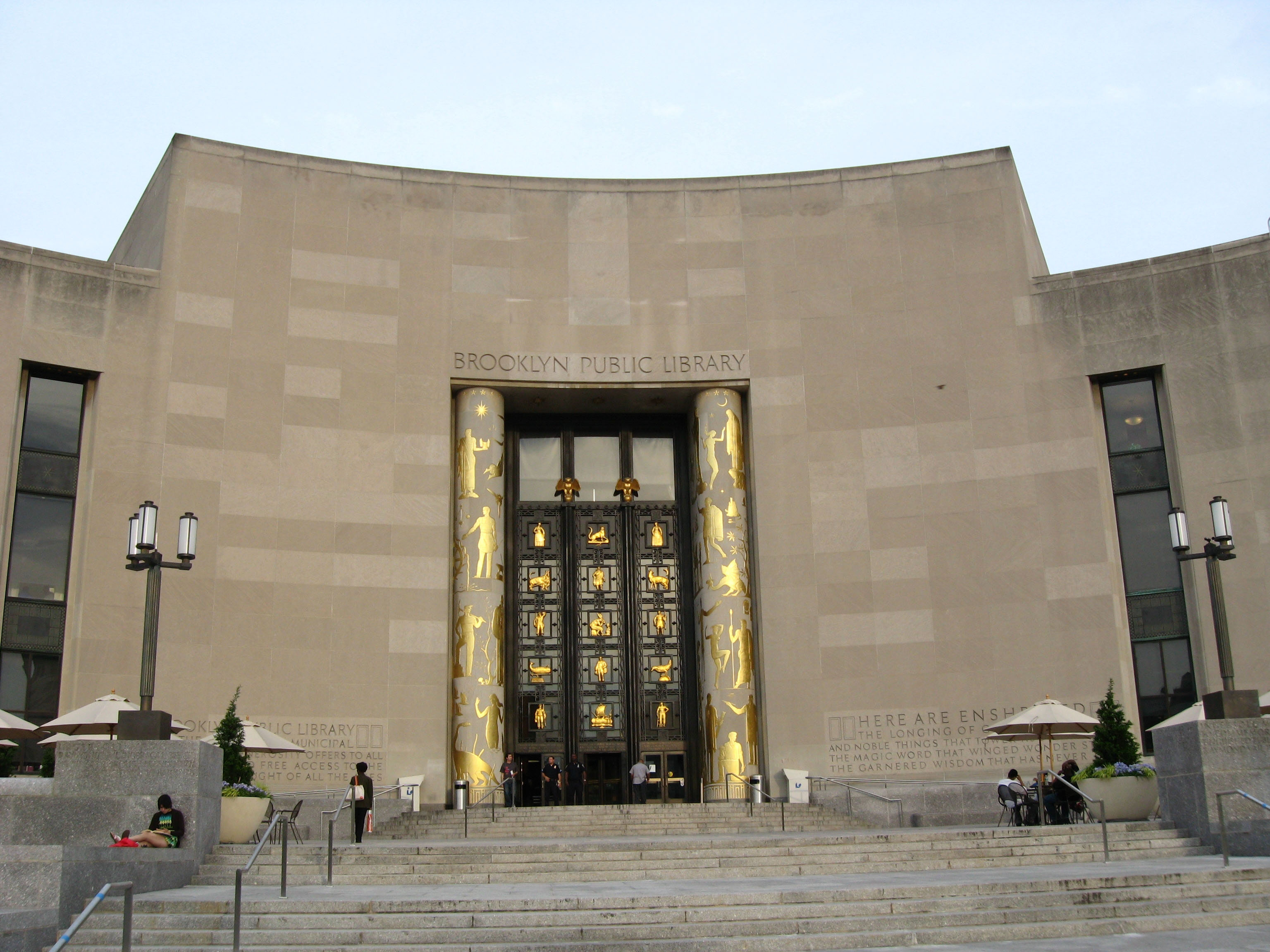
کتابخانه عمومی بروکلین

کتابخانه عمومی بروکلین (به انگلیسی: Brooklyn Public Library) (خلاصه شده :BPL) یک سیستم کتابخانه عمومی در بخش بروکلین، در شهر نیویورک در ایالات متحده آمریکا است. این کتابخانه پنجمین کتابخانه عمومی بزرگ در ایالات متحده آمریکا می‌باشد. همانند دو کتابخانه عمومی دیگر در نیویورک، این کتابخانه نیز، یک سازمان مستقل ناسودبر است که توسط شهر نیویورک، دولت‌های ایالت، دولت فدرال و اهداکنندگان خصوصی تأسیس شده‌است.
در سال مالی ۲۰۰۹ میلادی، کتابخانه عمومی بروکلین، بزرگ‌ترین برنامه رسیدگی سیستم کتابخانه عمومی در ایالات متحده را دارا بود. این کتابخانه که در سال ۱۸۹۶ میلادی تأسیس شده‌است دارای ۶۰ شعبه می‌باشد.
این کتابخانه مجموعاً ۴٬۰۱۹٬۲۲۶ کتاب دارد که این مؤسسه را از بزرگترین مخازن کتب کشور کرده‌است.